# 2010-es Formula–2-es bajnokság
A 2010-es Formula–2-es bajnokság volt a Formula–2 újraindítás utáni második, összességében huszadik szezonja. Ez volt az első szezon a sorozat történetében, hogy európán kívüli futamot is rendeztek. A szezon április 18-án kezdődött és szeptember 19-én ért véget.
A győztes a brit Dean Stoneman lett megelőzve honfitársát, Jolyon Palmert és az orosz Szergej Afanaszjevet.

## Versenyzők
A szezon előtt sokáig úgy nézett ki, a versenyzők létszáma harmincra növekszik. A hivatalos nevezési listán végül 24 név szerepelt. Az első futamon ennél még kevesebben, 22-en indultak.
| #  | Versenyző            | Szponzor(ok)                    | Versenyek |
| -- | -------------------- | ------------------------------- | --------- |
| 2  | Will Bratt           | Michelangelo Search             | Összes    |
| 3  | Jolyon Palmer        | Comma                           | Összes    |
| 4  | Benjamin Bailly      | RACB                            | Összes    |
| 5  | Ricardo Teixeira     | Sonangol                        | Összes    |
| 6  | Armaan Ebrahim       | JK Racing                       | Összes    |
| 7  | Ivan Szamarin        | Luding                          | Összes    |
| 8  | Plamen Kralev        | Bulgarian State Agency Tourism  | Összes    |
| 9  | Mihai Marinescu      | KG Clean Energy                 | Összes    |
| 10 | Benjamin Lariche     | Quick Sorel                     | Összes    |
| 11 | Jack Clarke          | KSS Design                      | Összes    |
| 12 | Kelvin Snoeks        | HDI Gerling / Snoeks Automotive | 1–5, 7–9  |
| 14 | Szergej Afanaszjev   | Lukoil                          | Összes    |
| 16 | Ramón Piñeiro        | Caja Madrid                     | 9         |
| 17 | Johan Jokinen        | DASU/Dansk Metal                | 1–3       |
| 19 | Nicola de Marco      | SpritzOne                       | Összes    |
| 21 | Kazim Vasiliauskas   | Darsena                         | Összes    |
| 22 | Johannes Theobald    |                                 | 8–9       |
| 24 | Tom Gladdis          |                                 | 1, 6–7    |
| 26 | Parthiva Sureshwaren | Indigo / Ice Blue               | 1–6       |
| 27 | Paul Rees            | Darsena                         | 1–4       |
| 28 | Ajith Kumar          | Goodwill Motorsport             | 1–3       |
| 28 | Julian Theobald      | TRP Track Racing & Promotion KG | 6–8       |
| 33 | Philipp Eng          |                                 | Összes    |
| 48 | Dean Stoneman        | Silver Lining                   | Összes    |
| 77 | Natalia Kowalska     | Cyfra+                          | 1–7, 9    |

## Változások a pilótáknál
Érkezők
- Szergej Afanaszjev: International Formula Master (JD Motorsport)
- Benjamin Bailly: Formul'Academy Euro Series
- Will Bratt: Euroseries 3000 (EmiliodeVillota.com Motorsport)
- Johan Jokinen: Formula–3 Euroseries (Kolles & Heinz Union)
- Natalia Kowalska: Újonc
- Plamen Kralev: International GT Open (Vittoria Competizioni)
- Ajith Kumar: Újonc
- Benjamin Lariche: Eurocup Formula Renault 2.0 & Formula Renault 2.0 West European Cup (Pole Services)
- Mihai Marinescu: Formula Renault 3.5 Series (Interwetten.com Racing)
- Paul Rees: Formula Palmer Audi (MotorSport Vision)
- Ivan Szamarin: Orosz F3-as bajnokság (Art-Line Engineering & AKM Racing Team)
- Kelvin Snoeks: International Formula Master (AR Motorsport)
- Dean Stoneman: Formula Renault UK (Alpine Motorsport)
- Parthiva Sureshwaren: A1 Grand Prix (A1 Team India)
- Ricardo Teixeira: GP2 Series (Trident Racing)

Távozók
- Mihail Aljosin: Formula Renault 3.5 Series (Carlin)
- Mirko Bortolotti: GP3 (Addax Team)
- Alex Brundle: Brit Formula–3 bajnokság (T-Sport)
- Natacha Gachnang: FIA GT1 világbajnokság (Matech Competition)
- Tobias Hegewald: GP3 (RSC Mücke Motorsport)
- Julien Jousse: Superleague Formula (A.S. Roma)
- Edoardo Piscopo: Le Mans Series (DAMS)
- Henry Surtees: Meghalt.
- Tristan Vautier: Star Mazda Championship (Andersen Racing)
- Robert Wickens: GP3 (Status Grand Prix)

## Versenynaptár
A hivatalos versenynaptárat 2009. október 21-én hozták nyilvánosságra.
| Verseny | Verseny | Helyszín                                     | Ország             | Időpont        | Minek a betétfutama   |
| ------- | ------- | -------------------------------------------- | ------------------ | -------------- | --------------------- |
| 1       | V1      | Silverstone Circuit                          | Egyesült Királyság | Április 17.    | Önálló                |
| 1       | V2      | Silverstone Circuit                          | Egyesült Királyság | Április 18.    | Önálló                |
| 2       | V1      | Marrakech Street Circuit                     | Marokkó            | Május 1.       | WTCC marokkói nagydíj |
| 2       | V2      | Marrakech Street Circuit                     | Marokkó            | Május 2.       | WTCC marokkói nagydíj |
| 3       | V1      | Autodromo Nazionale di Monza                 | Olaszország        | Május 29.      | WTCC olasz nagydíj    |
| 3       | V2      | Autodromo Nazionale di Monza                 | Olaszország        | Május 30.      | WTCC olasz nagydíj    |
| 4       | V1      | Zolder                                       | Belgium            | Június 19.     | WTCC belga nagydíj    |
| 4       | V2      | Zolder                                       | Belgium            | Június 20.     | WTCC belga nagydíj    |
| 5       | V1      | Autódromo Internacional do Algarve, Portimão | Portugália         | Július 3.      | WTCC portugál nagydíj |
| 5       | V2      | Autódromo Internacional do Algarve, Portimão | Portugália         | Július 4.      | WTCC portugál nagydíj |
| 6       | V1      | Brands Hatch, Kent                           | Egyesült Királyság | Július 17.     | WTCC brit nagydíj     |
| 6       | V2      | Brands Hatch, Kent                           | Egyesült Királyság | Július 18.     | WTCC brit nagydíj     |
| 7       | V1      | Masaryk Circuit, Brno                        | Csehország         | Július 31.     | WTCC cseh nagydíj     |
| 7       | V2      | Masaryk Circuit, Brno                        | Csehország         | Augusztus 1.   | WTCC cseh nagydíj     |
| 8       | V1      | Motorsport Arena Oschersleben                | Németország        | Szeptember 4.  | WTCC német nagydíj    |
| 8       | V2      | Motorsport Arena Oschersleben                | Németország        | Szeptember 5.  | WTCC német nagydíj    |
| 9       | V1      | Circuit Ricardo Tormo, Valencia              | Spanyolország      | Szeptember 18. | WTCC spanyol nagydíj  |
| 9       | V2      | Circuit Ricardo Tormo, Valencia              | Spanyolország      | Szeptember 19. | WTCC spanyol nagydíj  |

## Statisztika
| # | #  | Helyszín     | Pole pozíció       | Leggyorsabb kör    | Győztes            | Összefoglaló |
| - | -- | ------------ | ------------------ | ------------------ | ------------------ | ------------ |
| 1 | V1 | Silverstone  | Jolyon Palmer      | Jolyon Palmer      | Jolyon Palmer      | Összefoglaló |
| 1 | V2 | Silverstone  | Philipp Eng        | Philipp Eng        | Philipp Eng        | Összefoglaló |
| 2 | V1 | Marrákes     | Dean Stoneman      | Dean Stoneman      | Dean Stoneman      | Összefoglaló |
| 2 | V2 | Marrákes     | Philipp Eng        | Dean Stoneman      | Philipp Eng        | Összefoglaló |
| 3 | V1 | Monza        | Jolyon Palmer      | Johan Jokinen      | Jolyon Palmer      | Összefoglaló |
| 3 | V2 | Monza        | Jolyon Palmer      | Mihai Marinescu    | Jolyon Palmer      | Összefoglaló |
| 4 | V1 | Zolder       | Dean Stoneman      | Dean Stoneman      | Dean Stoneman      | Összefoglaló |
| 4 | V2 | Zolder       | Benjamin Bailly    | Dean Stoneman      | Benjamin Bailly    | Összefoglaló |
| 5 | V1 | Algarve      | Jolyon Palmer      | Jolyon Palmer      | Jolyon Palmer      | Összefoglaló |
| 5 | V2 | Algarve      | Jolyon Palmer      | Dean Stoneman      | Dean Stoneman      | Összefoglaló |
| 6 | V1 | Brands Hatch | Dean Stoneman      | Dean Stoneman      | Dean Stoneman      | Összefoglaló |
| 6 | V2 | Brands Hatch | Kazim Vasiliauskas | Dean Stoneman      | Philipp Eng        | Összefoglaló |
| 7 | V1 | Brno         | Dean Stoneman      | Nicola de Marco    | Nicola de Marco    | Összefoglaló |
| 7 | V2 | Brno         | Dean Stoneman      | Jolyon Palmer      | Jolyon Palmer      | Összefoglaló |
| 8 | V1 | Oschersleben | Szergej Afanaszjev | Nicola de Marco    | Dean Stoneman      | Összefoglaló |
| 8 | V2 | Oschersleben | Dean Stoneman      | Kazim Vasiliauskas | Dean Stoneman      | Összefoglaló |
| 9 | V1 | Valencia     | Nicola de Marco    | Will Bratt         | Nicola de Marco    | Összefoglaló |
| 9 | V2 | Valencia     | Kazim Vasiliauskas | Kazim Vasiliauskas | Kazim Vasiliauskas | Összefoglaló |

## A bajnokság végeredménye
| Poz. | Versenyző            | SIL | SIL | MAR | MAR | MON | MON | ZOL | ZOL | ALG | ALG | BRH | BRH | BRN | BRN | OSC | OSC | VAL | VAL | Pont |
| ---- | -------------------- | --- | --- | --- | --- | --- | --- | --- | --- | --- | --- | --- | --- | --- | --- | --- | --- | --- | --- | ---- |
| 1    | Dean Stoneman        | 2   | Ki  | 1   | 2   | 2   | 4   | 1   | 3   | 11  | 1   | 1   | 12  | 2   | 2   | 1   | 1   | 9   | 3   | 284  |
| 2    | Jolyon Palmer        | 1   | 2   | Ki  | 5   | 1   | 1   | 2   | 2   | 1   | 2   | 8   | Ki  | 5   | 1   | 3   | 12  | 7   | 13  | 242  |
| 3    | Szergej Afanaszjev   | 3   | 6   | 8   | 7   | Ki  | 2   | 4   | 15† | 9   | 12  | 6   | 5   | 3   | 4   | 4   | 3   | 5   | 5   | 157  |
| 4    | Kazim Vasiliauskas   | 5   | 7   | 10  | 4   | 3   | Ki  | 3   | 7   | 4   | Ki  | 11  | Ki  | 11  | 3   | 2   | 2   | Ki  | 1   | 153  |
| 5    | Will Bratt           | 6   | 5   | Ki  | 3   | 4   | 3   | 14  | 5   | Ki  | 5   | 4   | 3   | 8   | 10  | 6   | 7   | 2   | 15  | 144  |
| 6    | Philipp Eng          | 4   | 1   | 2   | 1   | 11  | Ki  | 15  | 12  | 15  | 6   | 10  | 1   | 6   | 18  | 7   | 9   | 4   | 11  | 142  |
| 7    | Benjamin Bailly      | 11  | 11  | Ki  | Ki  | 6   | 6   | 6   | 1   | 2   | 3   | 13  | 11  | 4   | 5   | 5   | 5   | 8   | 9   | 130  |
| 8    | Nicola de Marco      | 9   | 10  | Ki  | Ki  | Ki  | Ki  | 10  | Ki  | 5   | 7   | 7   | 4   | 1   | 6   | 9   | 15  | 1   | Ki  | 98   |
| 9    | Jack Clarke          | Ki  | 4   | Ki  | Ki  | Ki  | 12  | Ki  | 4   | 3   | Ki  | 2   | 8   | Ki  | 9   | 12  | Ni  | 16  | 2   | 81   |
| 10   | Armaan Ebrahim       | 8   | 9   | 6   | 6   | Ki  | 5   | 5   | Ki  | 7   | Ki  | 9   | 7   | Ki  | 13  | 11  | 10  | 3   | 7   | 78   |
| 11   | Mihai Marinescu      | 7   | 8   | Ki  | 14  | 5   | 16  | 8   | 6   | 12  | 4   | 12  | 6   | 16  | 11  | 13  | 6   | 13  | 6   | 68   |
| 12   | Ivan Szamarin        | Kiz | 15  | 4   | Ki  | 12  | 8   | 7   | 8   | 13  | 8   | 3   | 9   | 14  | 16  | Ki  | 8   | 10  | 4   | 64   |
| 13   | Kelvin Snoeks        | 12  | Ki  | 3   | 9   | 13  | Kiz | 11  | 10  | Ki  | Ki  |     |     | 7   | 8   | 8   | 4   | 12  | 8   | 48   |
| 14   | Benjamin Lariche     | 10  | 19† | 9   | 10  | 8   | 9   | Ki  | 9   | 8   | 10  | 14  | 10  | 10  | 7   | Ki  | 11  | 6   | 14  | 33   |
| 15   | Tom Gladdis          | Ki  | Ki  |     |     |     |     |     |     |     |     | 5   | 2   | 12  | 12  |     |     |     |     | 28   |
| 16   | Ricardo Teixeira     | 17† | 14  | 5   | Ki  | 16† | 13  | 9   | Ki  | 6   | Ki  | 16  | 16  | 9   | Ki  | 10  | 16  | 14  | Ki  | 23   |
| 17   | Johan Jokinen        | Ki  | 3   | Ki  | Ki  | 7   | Ki  |     |     |     |     |     |     |     |     |     |     |     |     | 21   |
| 18   | Paul Rees            | 13  | 13  | 7   | 8   | 9   | 7   | 13  | 13  |     |     |     |     |     |     |     |     |     |     | 18   |
| 19   | Natalia Kowalska     | 14  | 12  | Ki  | 11  | Ki  | 14  | Ki  | 11  | 10  | 9   | 15  | 13  | Ki  | 14  |     |     | Ki  | 16  | 3    |
| 20   | Plamen Kralev        | 15  | 17  | 12  | 12  | 10  | 11  | Ki  | 14  | Ki  | Ki  | Ki  | 15  | 15  | 17  | 15  | 14  | 17  | 17  | 1    |
| 21   | Parthiva Sureshwaren | 16  | 16  | 11  | Ki  | 15  | 10  | 12  | Ki  | 14  | 11  | 18  | 14  |     |     |     |     |     |     | 1    |
| 22   | Ramón Piñeiro        |     |     |     |     |     |     |     |     |     |     |     |     |     |     |     |     | 15  | 10  | 1    |
| —    | Johannes Theobald    |     |     |     |     |     |     |     |     |     |     |     |     |     |     | 16  | 13  | 11  | 12  | 0    |
| —    | Ajith Kumar          | 18  | 18  | 13  | 13  | 14  | 15  |     |     |     |     |     |     |     |     |     |     |     |     | 0    |
| —    | Julian Theobald      |     |     |     |     |     |     |     |     |     |     | 17  | 17  | 13  | 15  | 14  | Ki  |     |     | 0    |
| Poz. | Versenyző            | SIL | SIL | MAR | MAR | MON | MON | ZOL | ZOL | ALG | ALG | BRH | BRH | BRN | BRN | OSC | OSC | VAL | VAL | Pont |